# Speciálně řízená území Antarktidy
Speciálně řízená území Antarktidy (ASMA - Antarctic Specially Managed Areas)  jsou určitá místa v Antarktidě, vyčleněná proto, aby se usnadnila koordinace lidských aktivit v těchto oblastech.
Do seznamu ASMA jsou zahrnuty oblasti, kde se předpokládá možnost konfliktu zájmů nebo negativní dopad na životní prostředí. Také jsou tam zařazeny historické památky. Záměrem seznamu je předejít jakýmkoliv konfliktům, zlepšit spolupráci jednotlivých organizací a minimalizovat dopad lidské činnosti na životní prostředí.
Pro každé takovéto speciálně řízené území je připravován zvláštní správní plán.

## Seznam speciálně řízených území
- ASMA 1 - Admiralty Bay (Jižní Shetlandy)
- ASMA 2 - McMurdo Dry Valleys
- ASMA 3 - Cape Denison
- ASMA 4 - Deception Island
- ASMA 5 - Amundsen-Scott South Pole Station
- ASMA 6 - Larsemann Hills